# Goindval
Goindval, o Goindwal, (punjabi: ਗੋਇੰਦਵਾਲ), è uno dei più importanti luoghi di pellegrinaggio del Sikhismo. La città è situata nel Punjab(distretto di Tarn Taran).

## Storia
Goindval posta sulle rive del fiume Beas, nel medioevo era un luogo di passaggio delle carovane che attraversavano l'Asia. Anche il suo nome deriverebbe da un commerciante che vi si era stabilito.
I suoi abitanti, nel Cinquecento, sospettavano che spiriti maligni infestassero la loro città. Fecero quindi appello al Guru Amar Das, prima ancora che lui venisse elevato alla carica di Guru del sikhismo. Il Guru venne quindi in città e vi rimase alcuni decenni, facendo edificare, tra l'altro,  il Baoli, un pozzo a gradini per le abluzioni, che divenne celebre tra i Sikh. All'epoca veniva celebrato anche una Festa Baisakhi, molto rinomata. Con la costruzione di Amritsar e del Tempio d'Oro, questa città soppiantò Goindval nel cuore dei pellegrini.